# نيكولا بيير أوديك
نيكولا بيير أوديك (من مواليد 28 أكتوبر 1971) هو لاعب كرة قدم فرنسي محترف متقاعد لعب كمهاجم.

## مسيرته الكروية
وُلد أوديك في لوريان، موربيهان، كنتاج لأكاديمية الشباب الشهيرة في نادي نانت. ظهر لأول مرة في الدوري الفرنسي في سن 17. أنهى موسم 1993-94 في صدارة الهدافين، حيث سجل 20 هدفًا لكي يساعد فريقه علي التأهل إلى كأس الاتحاد الأوروبي في المركز الخامس. وسجل 18 هدفاً مرة أخرى في الموسم التالي، الذي فاز فيه ناد نانت ببطولة الدوري السابعة في تاريخهم. 

## بعد التقاعد
بعد تقاعده، عمل أوديك كمنسق لقطاع الشباب في نانت، وقام أيضًا بشراء فندق في المدينة. استقر في وقت لاحق في الفلبين مع زوجته، حيث كان يعمل في صناعة تعبئة اللحوم . 

## إنجازاته
نانت 
- الدوري الفرنسي : 1994-1995

باريس سان جيرمان
- كأس الأبطال : 1998 [6]

شاندونغ لونينج 
- كأس الاتحاد الصيني : 2004